# 積に対するヤングの不等式
数学における（積に対する）ヤングの不等式（ヤングのふとうしき、英: Young's inequality）は二つの数の積を評価する不等式である。名称は、ウィリアム・ヘンリー・ヤングに因む。ヤングの畳み込み不等式と混同すべきではない。
ヤングの不等式はヘルダーの不等式の証明に利用できる。二つの項の積がヤングの不等式によりそれらの項の冪を適当にスケールしたものの和として評価できることから、ヤングの不等式は偏微分方程式論における非線形項を評価するのにも広く用いられる。

## 標準的な主張
ヤングの不等式の標準的な主張では、a, b は非負実数とし、p, q は 1 以上の実数で 1/p + 1/q = 1 を満たすもの（ヘルダーの意味での「共軛指数」）とするとき、{\displaystyle ab\leq {\frac {a^{p}}{p}}+{\frac {b^{q}}{q}}} が成り立つことを述べる。
等号の成立には ap = bq が必要十分である。この形のヤングの不等式はイェンゼンの不等式から証明することができ、ヘルダーの不等式の証明に利用できる。
注特別の場合として冪指数を p = q = 2 ととった {\displaystyle ab\leq {\frac {a^{2}}{2}}+{\frac {b^{2}}{2}}} はより初等的な証明が可能である。またここから、いわゆる ε 付きのヤングの不等式（ε > 0 は任意）{\displaystyle ab\leq {\frac {a^{2}}{2\varepsilon }}+{\frac {\varepsilon b^{2}}{2}}} も生じる。

## 行列版
安藤毅は複素行列に対するヤングの不等式の一般化（順序はレヴナー順序による）を示した。
定理 (行列ヤング不等式)位数 n の任意の複素行列の対 A, B に対し、ユニタリ行列 U が一意に存在して、{\displaystyle U^{*}|AB^{*}|U\preceq {\frac {1}{p}}|A|^{p}+{\frac {1}{q}}|B|^{q}} とできる。ここに * は行列の随伴で、{\displaystyle |A|:={\sqrt {A^{*}A}}} とする。

## 増大関数による一般化

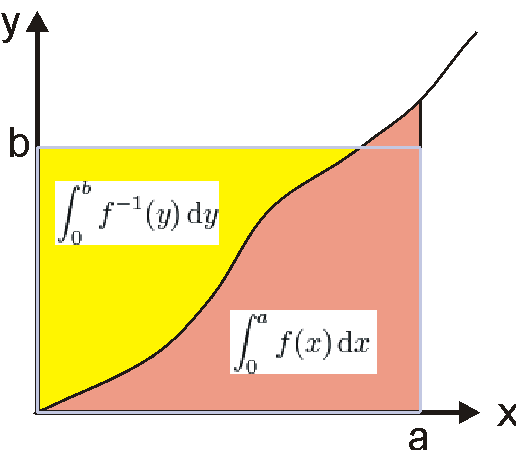
a, b の作る矩形領域の面積は f の下にある面積(赤)とfの下にある面積(黄)の和を超えることはない。

ある種のヤングの不等式はf を閉区間 [0, c] (c > 0) で狭義単調増大な実数値連続関数で f(0) = 0 となるものを用いて記述される。f−1 は f の逆写像とすれば、任意の a ∈ [0, c] および b ∈ [0, f(c)] に対し、{\displaystyle ab\leq \int _{0}^{a}f(x)\,dx+\int _{0}^{b}f^{-1}(x)\,dx} であり、等号成立は b = f(a) が必要十分。

## フェンケル–ルジャンドル変換を用いた一般化
f は凸函数として、そのルジャンドル変換（凸共軛）を g と書けば、{\displaystyle ab\leq f(a)+g(b)} が成り立つ。これはルジャンドル変換の定義から直ちに従う。
より一般に、f が実線型空間 X 上で定義された凸函数で、その凸共軛を f*（これは双対空間 X* 上定義される）と書けば、{\displaystyle \langle u,v\rangle \leq f^{\star }(u)+f(v)} である。ただし、⟨,⟩: X* × X → R は双対性の内積とする。
例
- f(a) ≔ ap/p のルジャンドル変換は g(b) ≔ bq/q (1/p + 1/q = 1 であるから、冒頭に述べたヘルダー共軛指数に対するヤングの不等式は、特別の場合になっている。
- f(a) ≔ ea – 1 のルジャンドル変換は g(b) ≔ 1 − b + b⋅ln(b) であるから、ab ≤ ea − b + b⋅ln(b) が任意の a, b ≥ 0 に対して成立する。この評価式は、指数モーメント条件下の大偏差理論において有用である（b⋅ln(b) は、Sanovの定理（英語版）の率函数（英語版）である相対エントロピーに現れる）。

## 注